# Conus catus
Espèce
Conus catus est une espèce de mollusques gastéropodes marins de la famille des Conidae.

## Systématique
L'espèce Conus catus a été décrite pour la première fois en 1792 par le conchyliologiste danois Christian Hee Hwass (1731-1803) dans une publication écrite par le naturaliste français Jean-Guillaume Bruguière (1750-1798).